# K-Rhyme Le Roi
K-Rhyme Le Roi, de son vrai nom Karim Bensadia, né le 9 février 1970 à Marseille, dans les Bouches-du-Rhône, est un rappeur et danseur franco-algérien[réf. souhaitée]. Il est membre du groupe MC Arabica avec Freeman et DJ 2Shé et anciennement du groupe Soul Swing avec Def Bond, Faf Larage, DJ Rebel et DJ Majesti'X.

## Biographie
K-Rhyme Le Roi est originaire du quartier de Belsunce, à Marseille. Il a habité au 47 rue du Petit Saint-Jean 13001 Marseille. Il était scolarisé à la maternelle Maurice Korsec et à l'école élémentaire des Convalescents jusqu'au CM2, en 1981. En 1997, il participe à la compilation Hostile hip-hop vol.2 aux côtés d'IAM. En 1999, il participe à la majeure partie de l'album L'palais de justice de Freeman.
En 2000, il participe au tournage du film Freestyle sorti en 2002,. En 2008, il publie un clip en hommage aux supporters de l'OM décédés dans l'accident de car des MTP, en août 2008, sur la route du Havre, aux côtés de Marina R. 
en 2010, il se marie avec sa compagne, Héléna, qui travaille dans la santé[réf. souhaitée] ; de ce mariage, naîtra Nina en décembre 2011.
En 2012, il publie un nouveau clip du titre Retour dans le game avec Young Hilla.
En 2015, il se présente lors d'une soirée aux côtés de la Fonky Family.
en 2018, il participe à un concert de solidarité pour les victimes de la rue d'Aubagne[source secondaire souhaitée], avec un slogan : "QUE JUSTICE SOIT FAITE"

## Apparitions
- 1997 : K-Rhyme le Roi ft. Def Bond et Faf Larage (Soul Swing) - Radical (sur la compilation Invasion du label Night & Day)
- 1998 : K-Rhyme le Roi ft. Freeman - La pression (sur la compilation Chroniques de Mars)
- 1998 : K-Rhyme le Roi ft. Sat l'Artificier - Démon (sur la compilation Chroniques de Mars)
- 1998 : Akhenaton ft. Fonky Family, K-Rhyme le Roi, Faf Larage, 3e Œil, & Freeman - Le retour du Shit Squad (sur la compilation Chroniques de Mars)
- 1998 : K-Rhyme le Roi ft. Sako, Freeman & Boss One - Eclipse (sur Opération Freestyle de DJ Cut Killer)
- 1999 : Def Bond ft. K-Rhyme le Roi et Freeman - Plus de monde (sur l'album de Def)
- 1999 : Freeman ft. K-Rhyme le Roi - Intrus (sur l'album de Freeman L'Palais de justice)
- 1999 : Freeman ft. K-Rhyme le Roi - L'Palais de justice
- 1999 : Freeman ft. K-Rhyme le Roi - Qui s'absente
- 1999 : Freeman ft. K-Rhyme le Roi - Combien j'ai ramé
- 1999 : Freeman ft. K-Rhyme le Roi - Drôle de vie
- 1999 : Freeman ft. K-Rhyme le Roi - La sphère de l'influence
- 1999 : Freeman ft. K-Rhyme le Roi - Le voile du silence
- 1999 : Freeman ft. K-Rhyme le Roi, Oxmo Puccino et Pit Baccardi - Le passé reste
- 1999 : Freeman ft. K-Rhyme le Roi - Je ne sais pas comment vivre
- 1999 : Freeman ft. Khaled et K-Rhyme le Roi - Bladi
- 1999 : Freeman ft. K-Rhyme le Roi - Cracher de sang
- 1999 : Freeman ft. K-Rhyme le Roi, Def Bond, IAM, Sako, Faf Larage et Sista Micky - C'est notre hip-hop
- 1999 : Freeman ft. K-Rhyme le Roi - La terre n'est pas mon chez moi
- 1999 : Faf Larage ft. Fonky Family et K-Rhyme le Roi - A l'arrache
- 2000 : Def Bond ft. K-Rhyme le Roi et Faf Larage (Soul Swing) - Mars 2001
- 2000 : Comme un aimant
- 2001 : Akhenaton ft. Freeman & K-Rhyme le Roi - Une autre dimension (sur Electro Cypher[8])
- 2003 : Def Bond, Akhenaton, Faf Larage, Freeman, Shurik'n et K-Rhyme le Roi - Freestyle H.H. History (IAM & Soul Swing)
- 2008 : Département 13
- 2009 : Le bordel marseillais